# Kurala by

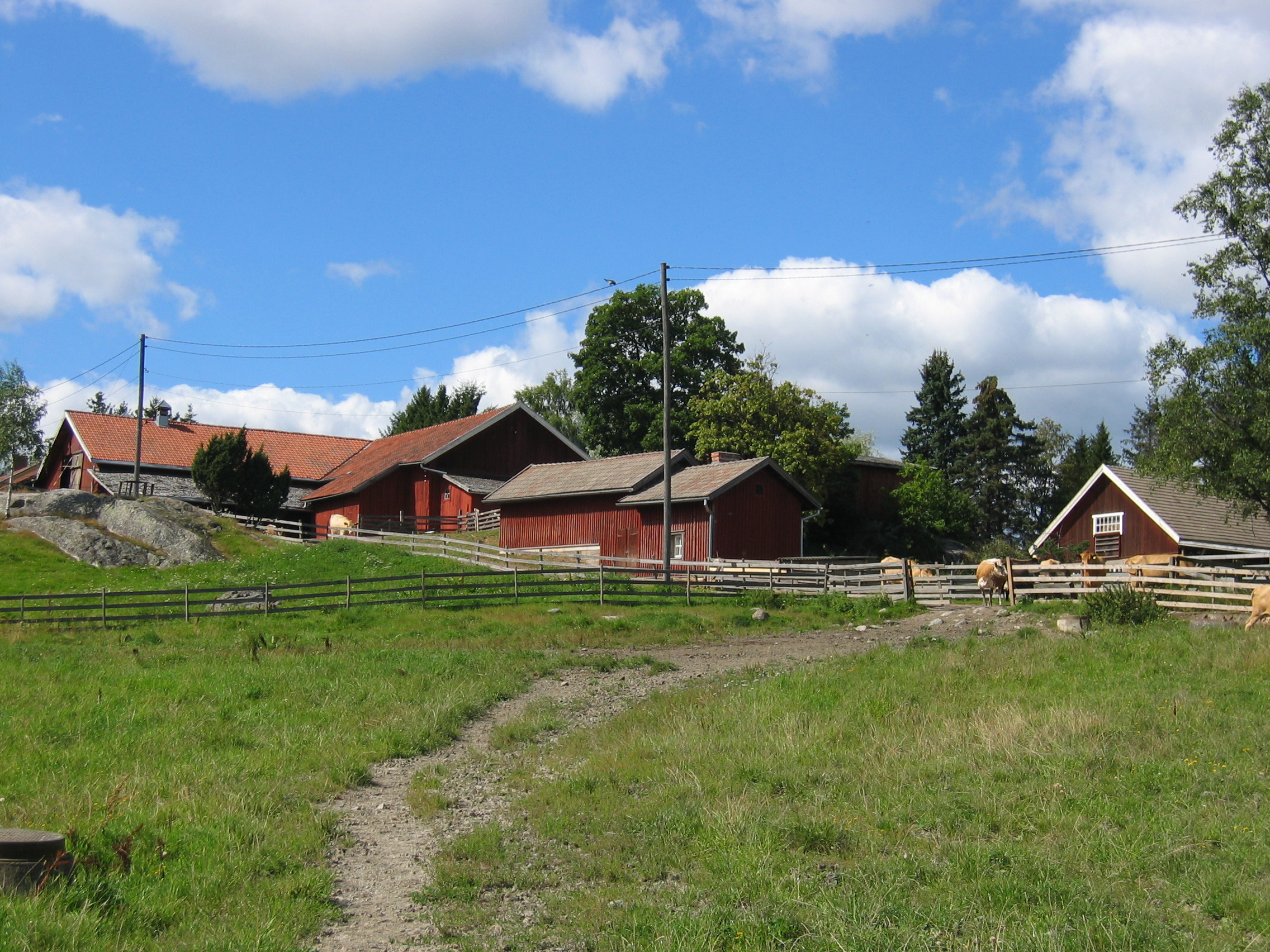
Kurala by

Kurala bybacke är en by i Aura ådal, söder om ån, i Åbo. Byn omges av sluttande åkrar, som har brukats i hundratals år. Den har bebotts kontinuerligt sedan järnåldern. Den nämns för första gången i skriftliga källor 1378. Byn bestod av fyra hus ända till början av 1600-talet. Åbo stad ville göra området till ett höghusbostadsområde, men området fredades 1980. Numera verkar ett friluftsmuseum här, i Åbo museicentralens regi.